# Вера Јефтимијадес
Вера Јефтимијадес (Београд, 25. мај 1937) јесте југословенска мачевалка грчког порекла.

## Каријера
Вера је почела да се бави мачевањем као шеснаестогодишња гимназијалка. Такмичила се у дисциплини флорет, у појединачној и екипној конкуренцији. Каријеру је почела као члан MK Југославије из Београда, али пошто се тај клуб распао  прешла је у Мачевалачки клуб Црвена звезда. Она је наша најтрофејнија такмичарка, освојила преко 80 пехара и медаља, на домаћим и страним надметањима. Три пута је проглашавана за најбољу спортисткињу Спортског друштва Црвена звезда, 1965, 1969. и 1970. године. Освајала је медаље на престижним међуродним турнирима, у Бечу 1959, Хајдехајму 1961, Риминију 1967... Петнаест пута је била првакиња Југославије , а 11 пута Србије, што нико после ње није успео да учини. Била је учесница Летњих олимпијских игара 1960. у Риму. На Балканијадама је освојила 9 бронзаних медаља, у екипној и појединачној конкуренцији, као и једно сребро. Највећи успех у каријери остварила је на Медитеранским играма у Измиру 1971. када се окитила бронзом. Из мачевања се повукла са 42 године.